# Moore zwischen Dietramszell und Deining
Moore zwischen Dietramszell und Deining este o arie protejată (arie specială de conservare — SAC, sit de importanță comunitară — SCI) din Germania întinsă pe o suprafață de 941,12 ha, integral pe uscat.

## Localizare
Centrul sitului Moore zwischen Dietramszell und Deining este situat la coordonatele 47°54′24″N 11°30′10″E / 47.9067°N 11.5028°E.

## Înființare
Situl Moore zwischen Dietramszell und Deining a fost declarat sit de importanță comunitară în noiembrie 2004 pentru a proteja 2 specii de plante și 7 specii de animale. Situl a fost protejat și ca arie specială de conservare în aprilie 2016.

## Biodiversitate
Situată în ecoregiunea continentală, aria protejată conține 14 habitate naturale: Lacuri eutrofice naturale cu vegetație de tip Magnopotamion sau Hydrocharition, Lacuri și iazuri distrofice naturale, Cursuri de apă de la nivel de câmpie la nivel montan, cu vegetație Ranunculion fluitantis și Callitricho-Batrachion, Pajiști cu Molinia pe soluri calcaroase, turboase sau argilos-nămoloase (Molinion caeruleae), Liziere de ierburi înalte hidrofile de câmpie și de nivel montan până la alpin, Fânețe de joasă altitudine (Alopecurus pratensis, Sanguisorba officinalis), Turbării active, Mlaștini oligotrofe degradate, capabile încă de regenerare naturală, Mlaștini turboase de tranziție și turbării mișcătoare, Depresiuni pe substraturi de turbă de Rhynchosporion, Izvoare petrifiante cu formare de travertin (Cratoneurion), Mlaștini alcaline, Mlaștini împădurite, Păduri aluvionare cu Alnus glutinosa și Fraxinus excelsior (Alno-Padion, Alnion incanae, Salicion albae).
La baza desemnării sitului se află mai multe specii protejate:
- plante (2): Gladiolus palustris, moșișoare (Liparis loeselii)
- amfibieni (1): izvoraș-cu-burta-galbenă (Bombina variegata)
- nevertebrate (6): Coenagrion mercuriale, fluturele auriu (Euphydryas aurinia), libelule (Leucorrhinia pectoralis), phengaris nausithous (Maculinea nausithous), Maculinea teleius, Unio crassus